# Army Air Corps

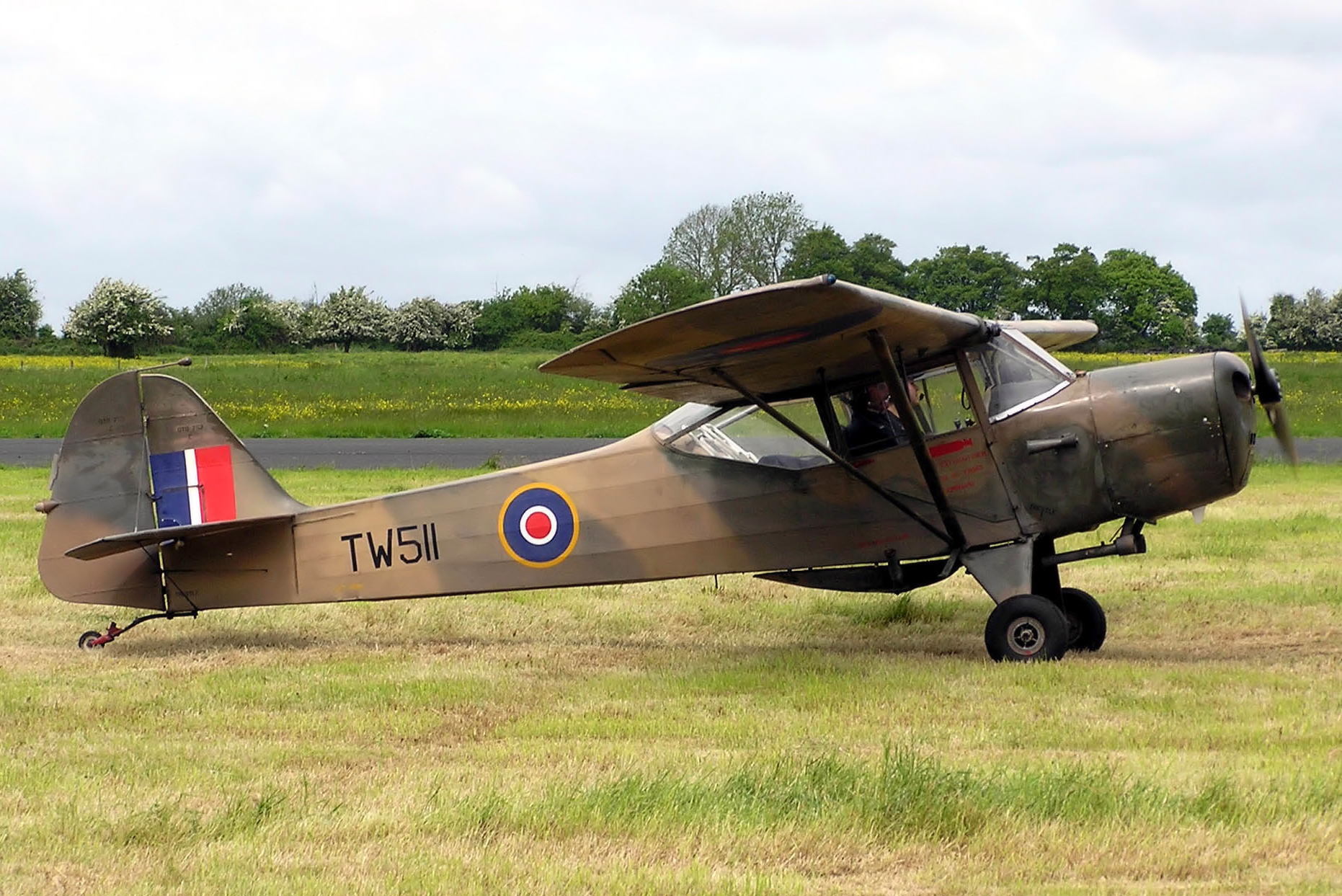
Auster dywizjonu Air Observation Post

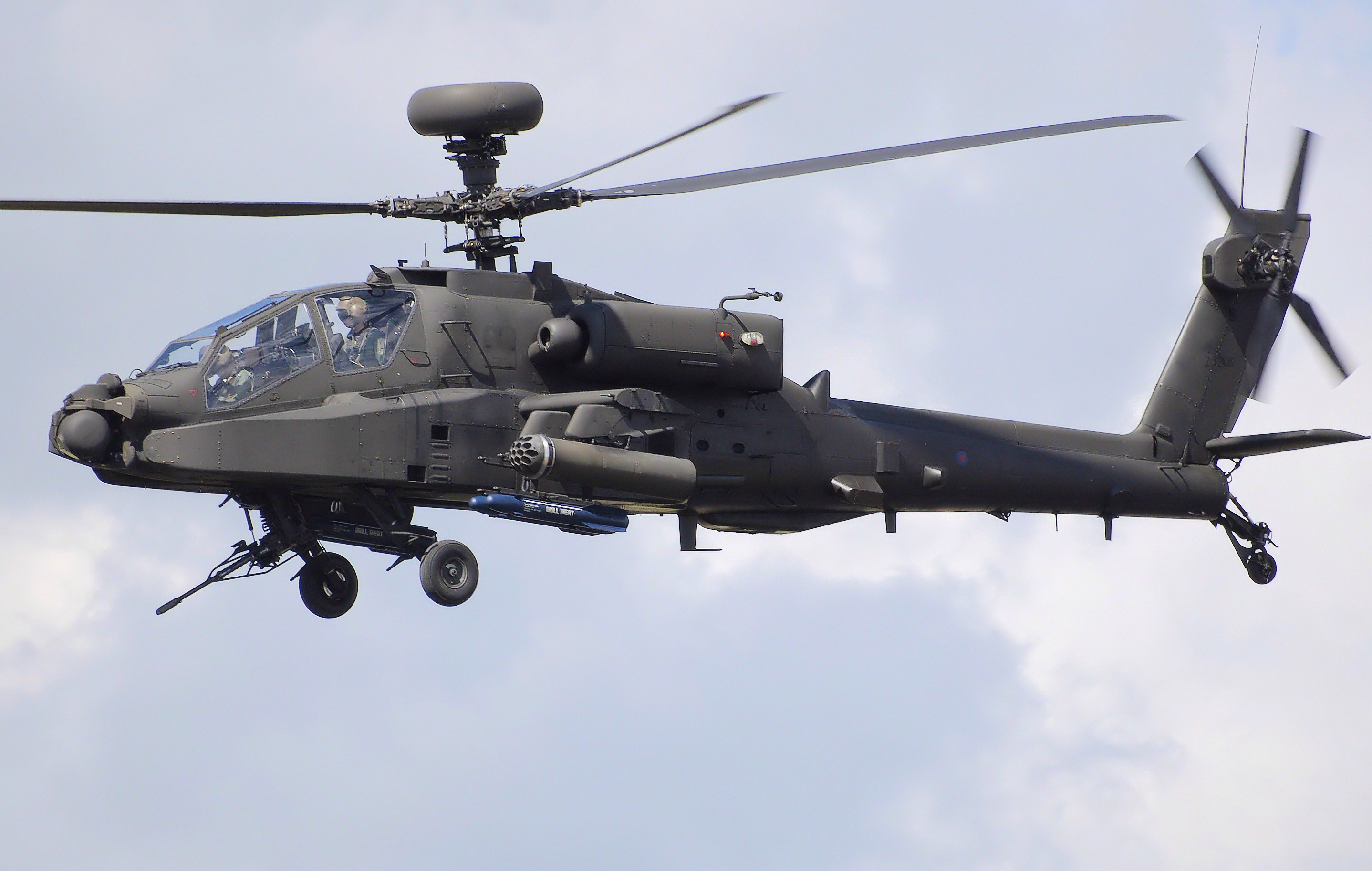
AgustaWestland Apache

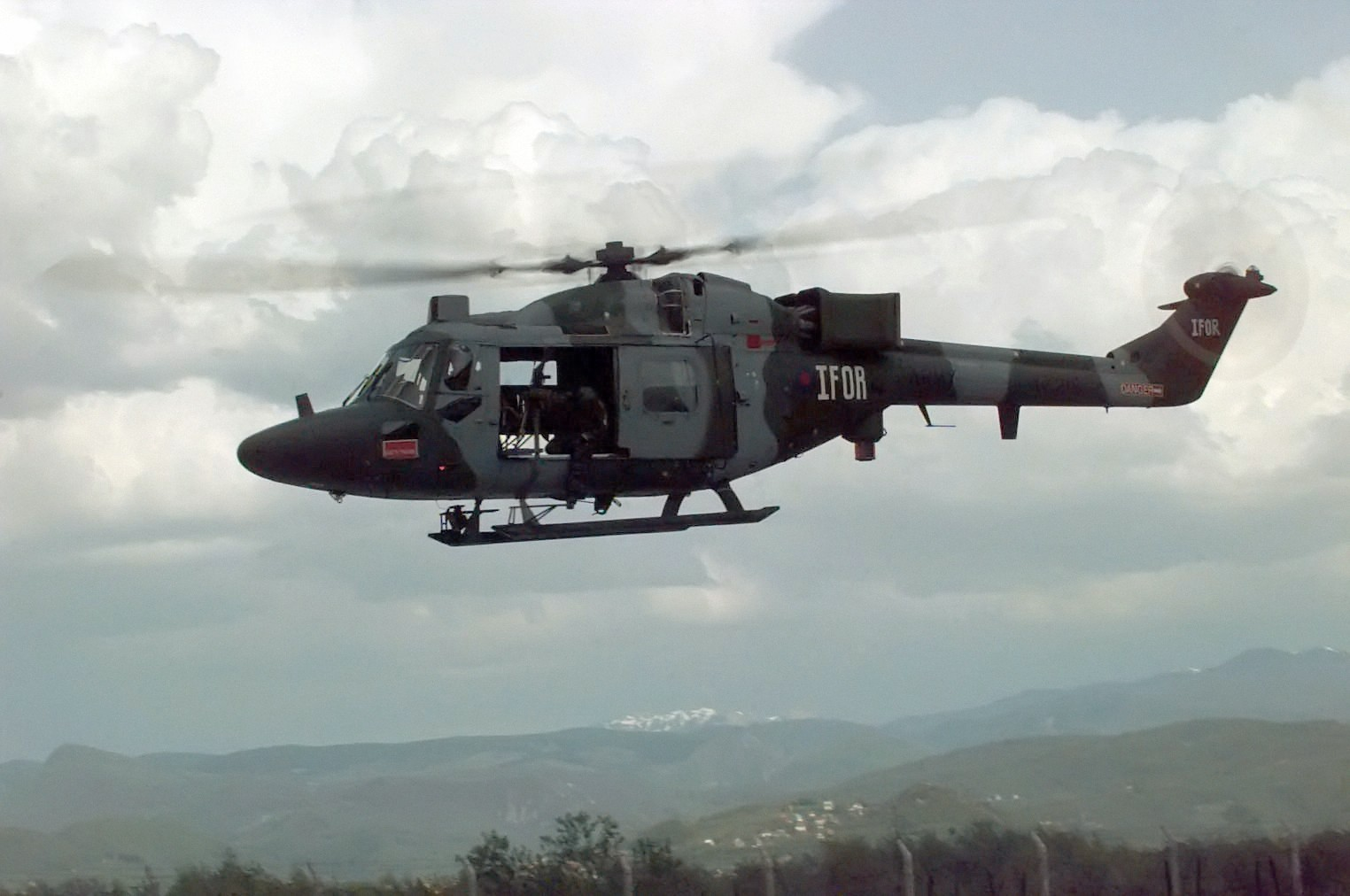
Westland Lynx w locie nad Bośnią

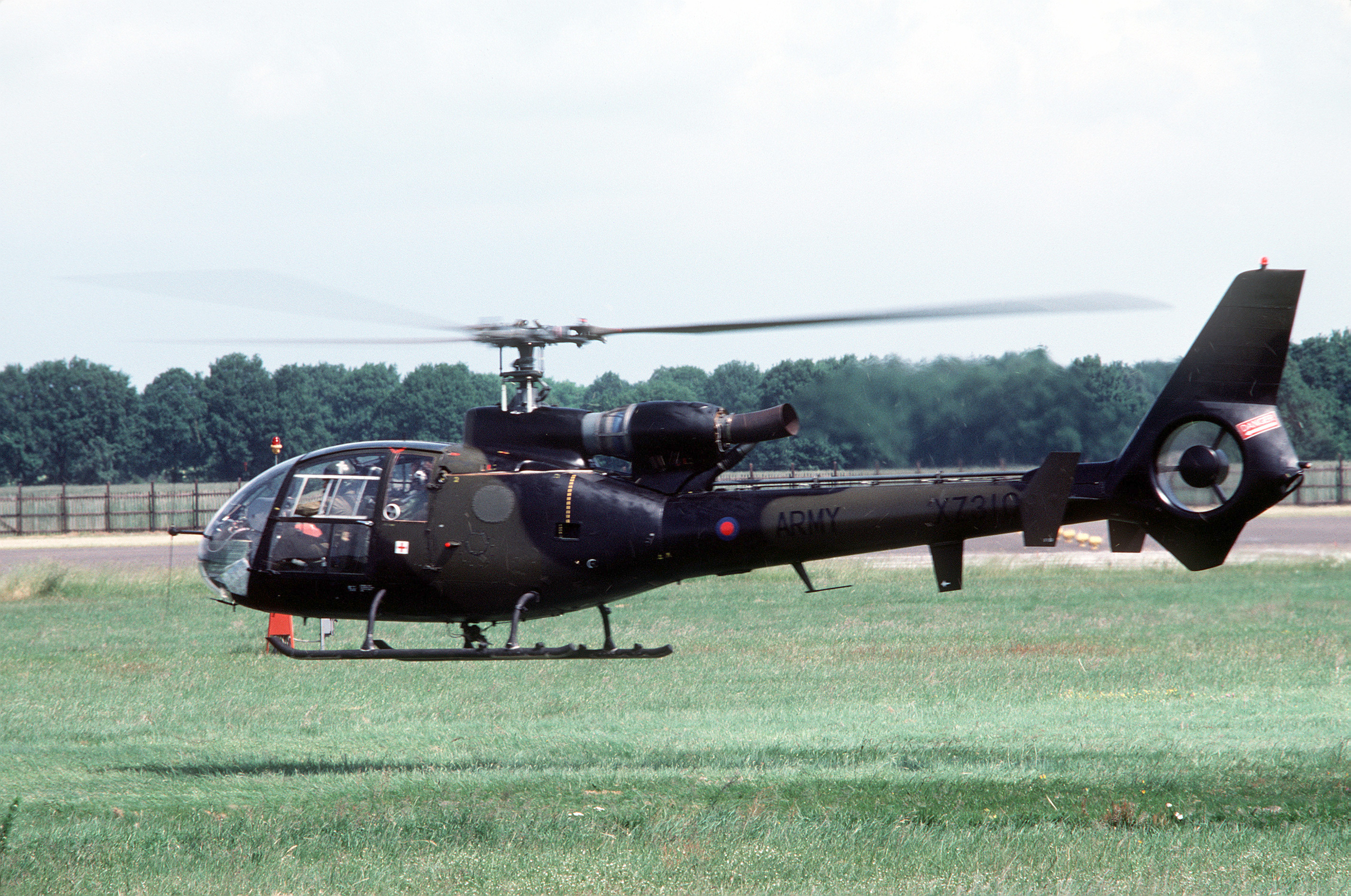
Gazelle AH.1

Army Air Corps (Korpus Lotniczy Wojsk Lądowych Wielkiej Brytanii) – lotniczy komponent British Army, formalnie istniejący od 1 września 1957 roku.

## Historia

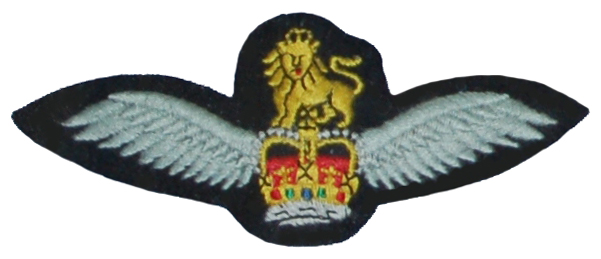
Odznaka Army Air Corps

Początki dzisiejszej formacji sięgają swoimi korzeniami lat 70. XIX wieku, kiedy to Królewskie Wojska Inżynieryjne zaczęły używać balonów do obserwacji ruchów wojsk przeciwnika i korygowania ognia artyleryjskiego. To armia jako pierwsza zaczęła używać sterowców i samolotów. 1 kwietnia 1911 roku Korpus Królewskich Wojsk Inżynieryjnych (Corps of Royal Engineers) utworzył pierwszą w brytyjskiej armii jednostkę lotniczą, Air Battalion Royal Engineers, która jako pierwsza zaczęła używać aparatów cięższych od powietrza. Powstały 12 maja 1912 roku Royal Flying Corps również był elementem lądowej armii brytyjskiej, dopiero 1 kwietnia 1918 roku korpus przekształcony został w niezależną od armii formację Royal Air Force. W środowisku sił powietrznych współpraca z armią lądową nie cieszyła się specjalną estymą, dopiero w 1926 roku utworzono specjalną jednostkę, której zadania spełniały oczekiwania armii lądowej, 22 Grupę Współpracy z Armią (No. 22 Army Co-Operation Group).
Po wybuch wojny w 1940 roku utworzono Dowództwo Lotnictwa Współpracy z Armią (Army Co-Operation Command) a od 1941 roku rozpoczęto organizowanie Lotniczych Posterunków Obserwacyjnych (Air Observation Post). Było to dwanaście dywizjonów RAFu, wyposażonych w samoloty obserwacyjne (głównie typu Auster), do których zadań należała współpraca z artylerią. Personel latający jednostek tworzyli głównie oficerowie artylerii. W 1942 roku nowo utworzona jednostka szybowców transportowych (Glider Pilot Regiment), batalion spadochroniarzy oraz Air Observation Post weszły w skład Korpusu Lotniczego Wojsk Lądowych. W 1944 roku do Korpusu dołączyła jednostka Special Air Service. Oddziały Army Air Corp zapisały chlubną kartę w historii operacji desantowych II wojny światowej biorąc udział w lądowaniu w Normandii.
Po wojnie w 1949 roku oddział SAS uzyskał niezależność a jednostki szybowcowe i spadochroniarze weszli w skład Glider Pilot and Parachute Corps, który w 1957 został przekształcony w Parachute Regiment, jednostkę powietrznodesantową armii brytyjskiej. W 1955 roku powstała jednostka, która wywarła ogromny wpływ na rozwój i obecny kształt Army Air Corps, Joint Experimental Helicopter Unit, eksperymentalna jednostka śmigłowcowa, wyposażona w śmigłowce Westland Whirlwind, której zadaniem było opracowanie taktyki użycia tych maszyn na współczesnym polu walki. W listopadzie 1956 roku jednostka wykazała swoją skuteczność dokonując pierwszego w dziejach desantu przy użyciu śmigłowców na Port Said podczas kryzysu sueskiego. 1 września 1957 roku ówczesny minister obrony Duncan Sandys powołał do życia Army Air Corps z połączenia Light Liaison Flights, lekkich eskadr łącznikowych RAF-u skupiających personel latający dawnych oddziałów szybowcowych i Air Observation Post. Do zadań korpusu należało rozpoznanie, transport wyposażenia i żołnierzy, łączność i współpraca z artylerią, korygowanie jej ognia i rozpoznawanie celów. Początkowo główną rolę w tych zadaniach spełniał samolot Auster AOP.9 a głównym terenem działań była Europa Zachodnia i Brytyjska Armia Renu (British Army of the Rhine), w skład której wchodziła znaczna część sił Korpusu. Początkowo jedynym uzbrojeniem samolotów Army Air Corps była broń osobista pilotów. Wsparcie ogniowe z powietrza dla sił lądowych nadal zapewniały jednostki RAF-u. Dopiero wprowadzenie do użycia uzbrojonych śmigłowców zmieniło charakter działań Korpusu na zdecydowanie bardziej ofensywne. W 1967 roku przeprowadzono pierwsze testy z uzbrojonym Westland Scout. W Brytyjskiej Armii Renu, lotników armii zaczęto nazywać Fulda Gap Fillers (Wypełniacze Luki Fuldańskiej) od nazwy miejsca, w którym pancerne zagony Układu Warszawskiego miały wtargnąć na tereny Niemiec Zachodnich podczas hipotetycznej III wojny światowej. W 1977 roku na uzbrojenie weszły śmigłowce Westland Lynx, które uzbrojone w pociski BGM-71 TOW miały stawić opór radzieckim czołgom. Jednostki Army Air Corps brały udział we wszystkich konfliktach, w których brały udział wojska brytyjskie, na Cyprze, w Adenie, na Borneo, w Kenii, w Bośni, w Iraku i w Afganistanie. W latach 70. XX wieku Korpus pojawił się w Irlandii Północnej, gdzie brał udział w działaniach przeciw Irlandzkiej Armii Republikańskiej wykorzystując między innymi śmigłowce Gazelle AH.1 (Army Helicopter Mark 1). Śmigłowce te były bardzo szeroko wykorzystywane przez Korpus, wypełniały zadania transportowe, łączności, ewakuacji medycznej, pełniły funkcję lotniczych punktów obserwacyjnych i były wykorzystywane jako śmigłowce szkolne dopóki nie zastąpiły ich maszyny typu Squirrel HT1. Swój chrzest bojowy śmigłowce Army Air Corps przeszły podczas wojny o Falklandy-Malwiny, gdzie z braku wojsk pancernych, celem Westland Scoutów były umocnione punkty oporu wojsk argentyńskich, jeden z tych śmigłowców został zestrzelony przez FMA IA 58 Pucará i było to jedyne zwycięstwo lotnictwa argentyńskiego w walce powietrznej. Podczas działań na Falklandach zdobyto dwa argentyńskie śmigłowce Agusta A109, włączone później w struktury Korpusu. Czołgi na celownikach śmigłowców Korpusu pojawiły się po raz pierwszy podczas I wojny w Zatoce Perskiej. W 2006 roku w Afganistanie pojawił się kolejny śmigłowiec używany przez Army Air Corps, AgustaWestland Apache będący licencyjną wersją amerykańskiego Boeing AH-64 Apache. Śmigłowiec wszedł na uzbrojenie na początku 2001 roku. W Korpusie używane są również samoloty Britten-Norman Islander i jego wersję Defender. Pierwszy pojawił się w jednostkach w 1989 a drugi w 2003 roku i pełnią funkcję rozpoznawcze i transportowe. W 2007 roku Army Air Corps zakupił cztery samoloty Beechcraft King Air 350ERs, pełnią one rolę samolotów obserwacyjnych i zwiadowczych podczas działań wojsk brytyjskich w Afganistanie.

## Struktura Army Air Corps
Podstawową jednostką w strukturach Korpusu jest dywizjon (squadron), który dzieli się na eskadry (flights). Eskadra może występować również jako samodzielna jednostka bojowa. Dywizjony wchodzą w skład pułków (regiments). Kwatera główna Army Air Corps mieści się w Middle Wallop w Hampshire to tutaj mieści się dowództwo, jednostki doświadczalne i szkolne.

### 1 Regiment, Army Air Corps
- 652 Squadron
- 661 Squadron

### 2 Regiment, Army Air Corps
- 668 (szkolny) Squadron
- 670 (szkolny) Squadron
- 671 (szkolny) Squadron
- 673 (szkolny) Squadron
- 676 (szkolny) Squadron

### 3 Regiment, Army Air Corps
- 653 Squadron
- 662 Squadron
- 663 Squadron

### 4 Regiment, Army Air Corps
- 654 Squadron
- 656 Squadron
- 664 Squadron

### 5 Regiment, Army Air Corps
- 651 Squadron
- 665 Squadron

### 6 Regiment, Army Air Corps
- 677 Squadron

### 7 Regiment, Army Air Corps (rozwiązany w 2009 roku)
- 658 Squadron
- 666 Squadron
- 3 Flight
- 6 Flight

### 9 Regiment, Army Air Corps
- 659 Squadron
- 669 Squadron
- 672 Squadron

### Niezależne eskadry
- 7 Flight Army Air Corps (Brunei)
- 8 Flight Army Air Corps (Wielka Brytania, Hereford)
- 12 Flight Army Air Corps (Niemcy)
- 25 Flight Army Air Corps (Belize)
- 29 (BATUS/British Army Training Unit Suffield) Flight Army Air Corps (Alberta, Kanada, szkoleniowa jednostka operująca na poligonie w Kanadzie)

### Niezależne dywizjony i inne jednostki
- 657 Squadron (RAF Odiham) (Joint Special Forces Aviation Wing)
- 660 Squadron (jednostka szkoleniowa)
- 667 Squadron (jednostka doświadczalno badawcza)
- 674 Squadron (jednostka szkoleniowa)
- The Band Of The Army Air Corps (orkiestra Korpusu)
- Army Air Corps Historic Aircraft Flight (eskadra historyczna)
- The Army Air Corps Blue Eagles Display Team (zespół akrobacyjny)
- The Army Air Corps Parachute Display Team